# مرجان زيفكوفيتش
مرجان زيفكوفيتش (بالصربية: Марјан Живковић)‏ هو لاعب كرة قدم ومدرب كرة قدم صربي في مركز الوسط، ولد في 21 مايو 1973 في Pirot ‏ في صربيا. لعب مع النجم الأحمر بلغراد ورادنيتشكي نيش ونادي أو إف كيه بيوغراد ونادي أوبليتش ونادي ليتكس لوفتش ونادي موغرن.

## وصلات خارجية
- مرجان زيفكوفيتش على موقع قاعدة بيانات كرة القدم.إي يو (الإنجليزية)
- مرجان زيفكوفيتش على موقع عالم كرة القدم.نت (الإنجليزية)